# Leea
Genre
Leea est un genre de plantes à fleurs de la famille des Vitaceae. Dénommées Talyantan en tagalog ces espèces de plantes sont originaires d'Afrique centrale, d'Asie tropicale, d'Australie et de Mélanésie. 

## Écologie
Les fleurs de Leea sont visitées par une variété d'insectes pollinisateurs potentiels, y compris des mouches, des guêpes, des abeilles, des papillons et des coléoptères. Certaines espèces peuvent avoir évolué vers une dichogamie synchronisée comme mécanisme pour empêcher l'autopollinisation.

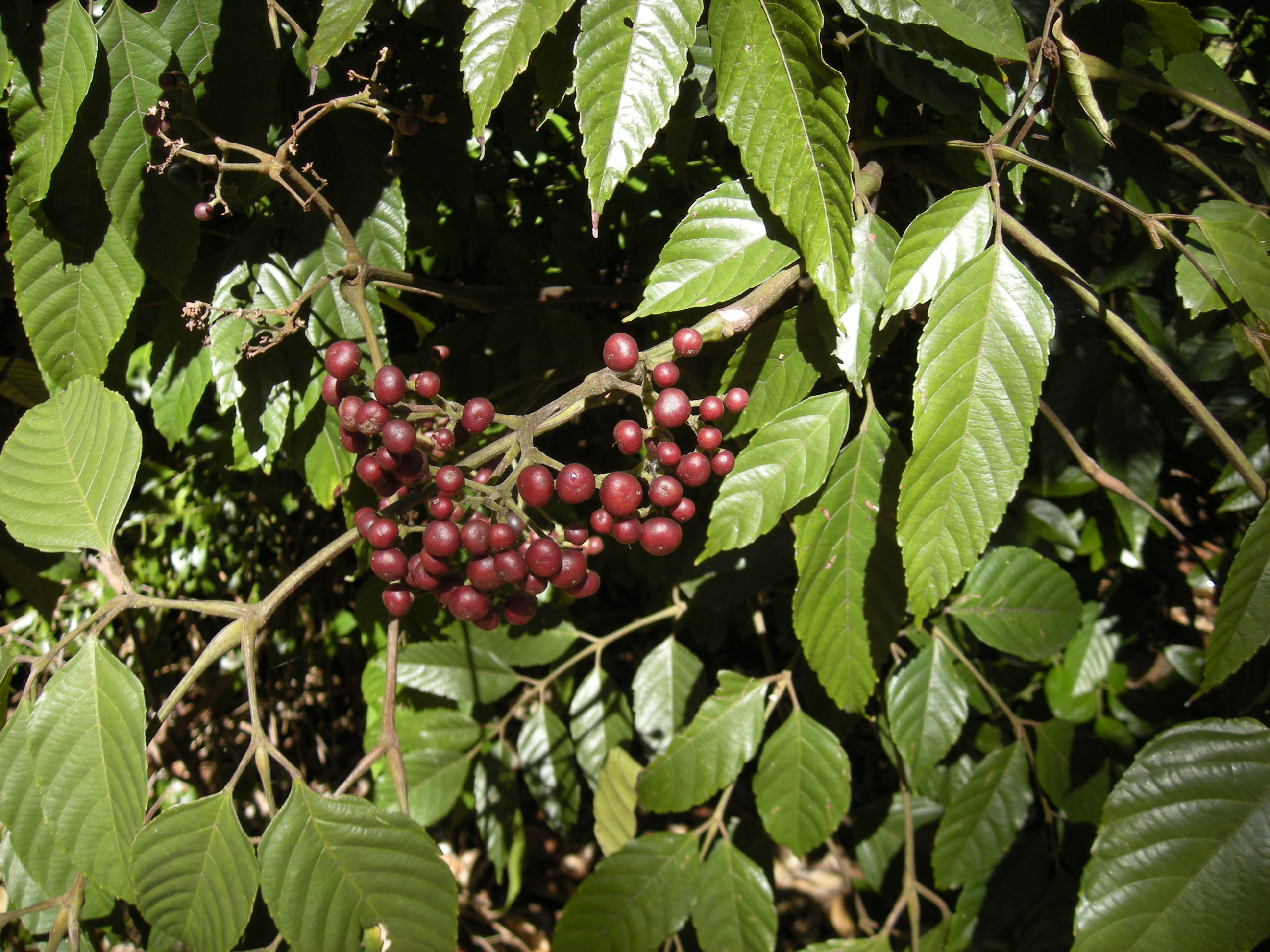
Fruit et feuillage de Leea indica.

## Liste des espèces
Selon GBIF (15 septembre 2024) :
- Leea aculeata Blume
- Leea acuminatissima Merr.
- Leea adwivedica K.Kumar
- Leea aequata L.
- Leea alata Edgew.
- Leea amabilis H.J.Veitch
- Leea amabilis Veitch ex Mast.
- Leea angulata Korth. ex Miq.
- Leea asiatica (L.) Ridsdale
- Leea compactiflora Kurz
- Leea congesta Elmer
- Leea coryphantha Lauterb.
- Leea curtisiae King
- Leea curtisii King
- Leea cuspidifera Baker
- Leea glabra C.L.Li
- Leea gonioptera Lauterb.
- Leea grandifolia Kurz
- Leea guineensis G.Don
- Leea heterodoxa K.Schumach. & Lauterb.
- Leea indica (Burm.fil.) Merr.
- Leea krukoffiana Ridsdale
- Leea longifoliola Merr.
- Leea macrophylla Roxb. ex Hornem.
- Leea macropus Lauterb. & K.Schum.
- Leea magnifolia Merr.
- Leea monticola J.Wen
- Leea nova-guineensis Valeton[4]
- Leea papuana Merr. & L.M.Perry
- Leea philippinensis Merr.
- Leea quadrifida Merr.
- Leea rubra Blume ex Spreng.
- Leea rubra Spreng. ex Blume
- Leea sambucina Benth.
- Leea saxatilis Ridl.
- Leea setuligera C.B.Clarke
- Leea simplicifolia Zoll. & Moritzi
- Leea smithii Koord.
- Leea spec (Burm.fil.) Merr, 1919
- Leea spinea Desc.
- Leea tetramera B.L.Burtt
- Leea thorelii Gagnep.
- Leea tinctoria Lindl. ex Baker
- Leea tuberculosemen C.B.Clarke
- Leea unifoliolata Merr.
- Leea zippeliana Miq.

## Systématique
Le nom correct complet (avec auteur) de ce taxon est Leea D.Royen ex L..
Ce genre était auparavant placé dans sa propre famille, les Leeaceae, sur la base de différences morphologiques entre lui et d'autres genres de Vitaceae. Ces différences incluent :
1. le nombre d'ovules par locule - deux chez les Vitaceae et un chez les Leeaceae ;
2. le nombre de carpelles - deux chez les Vitaceae et trois chez les Leeaceae
3. l'absence ou la présence d'un tube staminoïde - présent chez les Leeaceae, absent chez les Vitaceae ;
4. l'absence ou la présence d'un disque floral - absent chez les Leeaceae, présent chez les Vitaceae.

La structure du pollen a également été examinée pour la délimitation taxonomique, bien que des études, qui datent de mars 2024, aient conclu que le pollen des Leeaceae et des Vitaceae suggère que les familles devraient rester séparées, tandis que d'autres études datant également de mars 2024 concluent que Leea devrait être incluse dans les Vitaceae.
Ce taxon porte en français le nom vernaculaire ou normalisé suivant : Leea,.

### Étymologie
Le nom générique, Leea, a été donné par Linnaeus en l'honneur de James Lee, pépiniériste écossais établi à Hammersmith, Londres, qui a introduit de nombreuses nouvelles découvertes végétales en Angleterre à la fin du 18e siècle.